# Wkw/tk/1996@7′55″hk.net
«wkw/tk/1996@7′55″hk.net» — короткометражный фильм гонконгского режиссёра Вонга Карвая, снятый им в 1996 году для японского модельера Такэо Кикути, как рекламный клип. Название фильма содержит инициалы Вонга Карвая и Такэо Кикути, год выпуска фильма, длину (7 минут 55 секунд) и сокращение «hk» от Гонконга.

## Сюжет
Короткометражный фильм (рекламный ролик), состоящий из нескольких несвязанных эпизодов, в которых мужчина и женщина, с оружием в руках, изображают небольшие сцены.

## В ролях
- Таданобу Асано
- Карен Мок

## Съёмочная группа
- Режиссёр — Вонг Карвай
- Продюсер — Кадзухико Хаяси, Такэо Кикути
- Оператор — Кристофер Дойл

Есть несколько версий фильма, первоначально две идентичных версии были выпущены с различными саундтреками, чтобы сделать акцент на персонаже мужчины и персонаже женщины. Есть несколько версий фильма, которые были сделаны как рекламные ролики. Они выпускались на японской версии DVD «Падших ангелов» Вонга Карвая.